# Epidendrum rostrigerum
Epidendrum rostrigerum är en orkidéart som beskrevs av Heinrich Gustav Reichenbach. Epidendrum rostrigerum ingår i släktet Epidendrum och familjen orkidéer.
Artens utbredningsområde är Peru. Inga underarter finns listade i Catalogue of Life.